# Ider Universidad

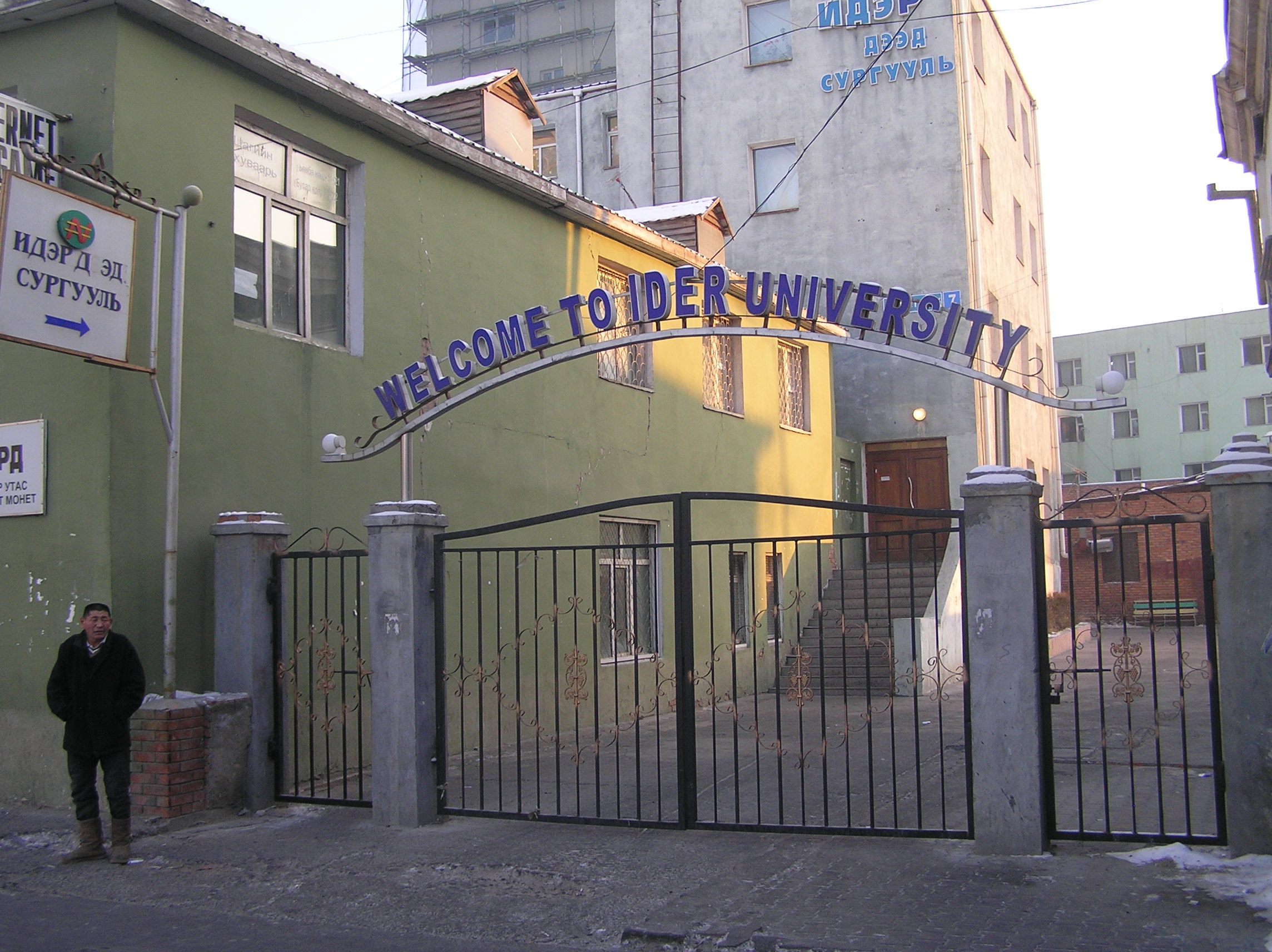
Ider University entrance

Ider Universidad (en mongol: Идэр дээд сургууль; también conocida como Ider Instituto) es una universidad privada en Ulán Bator, la capital del país asiático de Mongolia. La universidad confiere títulos de licenciatura y maestría.